# Jesse Kellerman
Jesse Kellerman (Los Angeles, 1 september 1978) is een Amerikaans schrijver van romans en toneelstukken. Hij publiceerde de boeken Sunstroke (2006), Trouble (2007) en The Genius (2008). Voor zijn toneelstuk Things Beyond Our Control ontving hij een Princess Grace Award voor jong talent in theater, dans en film in de Verenigde Staten.
Kellerman is de oudste zoon van thrillerauteurs Faye Kellerman en Jonathan Kellerman. Hij studeerde psychologie op Harvard. In 1994 bracht hij samen met zijn vader een boek met kinderpoëzie uit, getiteld Daddy, daddy, can you touch the sky?. 
Kellerman was enige tijd gitarist van de indierockband Don't Shoot the Dog. Evenals zijn ouders is hij joods-orthodox.